# Kento Umeki
Kento Umeki (梅木 絢都 Umeki Kento?), född 20 november 1999 i Hyōgo prefektur, är en japansk fotbollsspelare.
Umeki började sin karriär 2017 i Cerezo Osaka.